# Rasmus Sørnes
Rasmus Jonassen Sørnes (22 mars 1893 à Sola en Norvège - 15 février 1967) est un inventeur, un horloger et un technicien de radio norvégien.
Il est surtout célèbre pour ses horloges astronomiques. Il a également conçut une grande variété d'appareils agricoles, radio-techniques et mécaniques, dont seuls quelques-uns ont été brevetés.

## Biographie
Certifié comme électricien à l'école technique de Stavanger, Rasmus Sørnes était d'éducation modeste, mais autodidacte dans plusieurs métiers et disciplines scientifiques et technologiques, y compris les mathématiques, la physique et l'astronomie avancées. Il collaborait fréquemment avec les communautés de recherche universitaire. Il a enseigné la fabrication des lentilles à des étudiants en optique et l'horlogerie à des étudiants horlogers, bien qu'il n'ait eu de formation dans aucune de ces deux disciplines.
Lorsqu'il était enfant, il conçut une pompe à eau électrique avec des indicateurs de niveau pour être utilisée dans la ferme de ses parents. Il a fabriqué son propre moteur à combustion en 1910, a construit une centrale à turbine, et en 1926 a construit un tracteur. Il a fait breveter un incubateur de poulets et un séparateur de lait et de crème. En 1913, il a breveté des diaphragmes ondulés dans les haut-parleurs pour une meilleure qualité sonore. Tandis que l'industrie commerciale s'est désintéressé de cette fonction pendant la validité du brevet, elle est devenue la norme dans la conception moderne de haut-parleurs.
En 1922, il était employé comme technicien à la radio de Ullandhaug, et la même année construisit sa propre station de radio, transmettant régulièrement des nouvelles depuis sa propre maison. Il s'agissait peut-être de la première radiodiffusion en Norvège. Il a conçu le premier modèle de chemin de fer automatique en Norvège destiné à être utilisé dans une vitrine d'exposition, et un moteur radio-commandé pour phares, alimenté par des cellules solaires.
Rasmus Sørnes est le père de Tor Sørnes (en), inventeur de la serrure à carte (en).

## Les horloges astronomiques de Sørnes
Au début des années 1930, il construisit sa première horloge astronomique et au même moment un grand télescope.

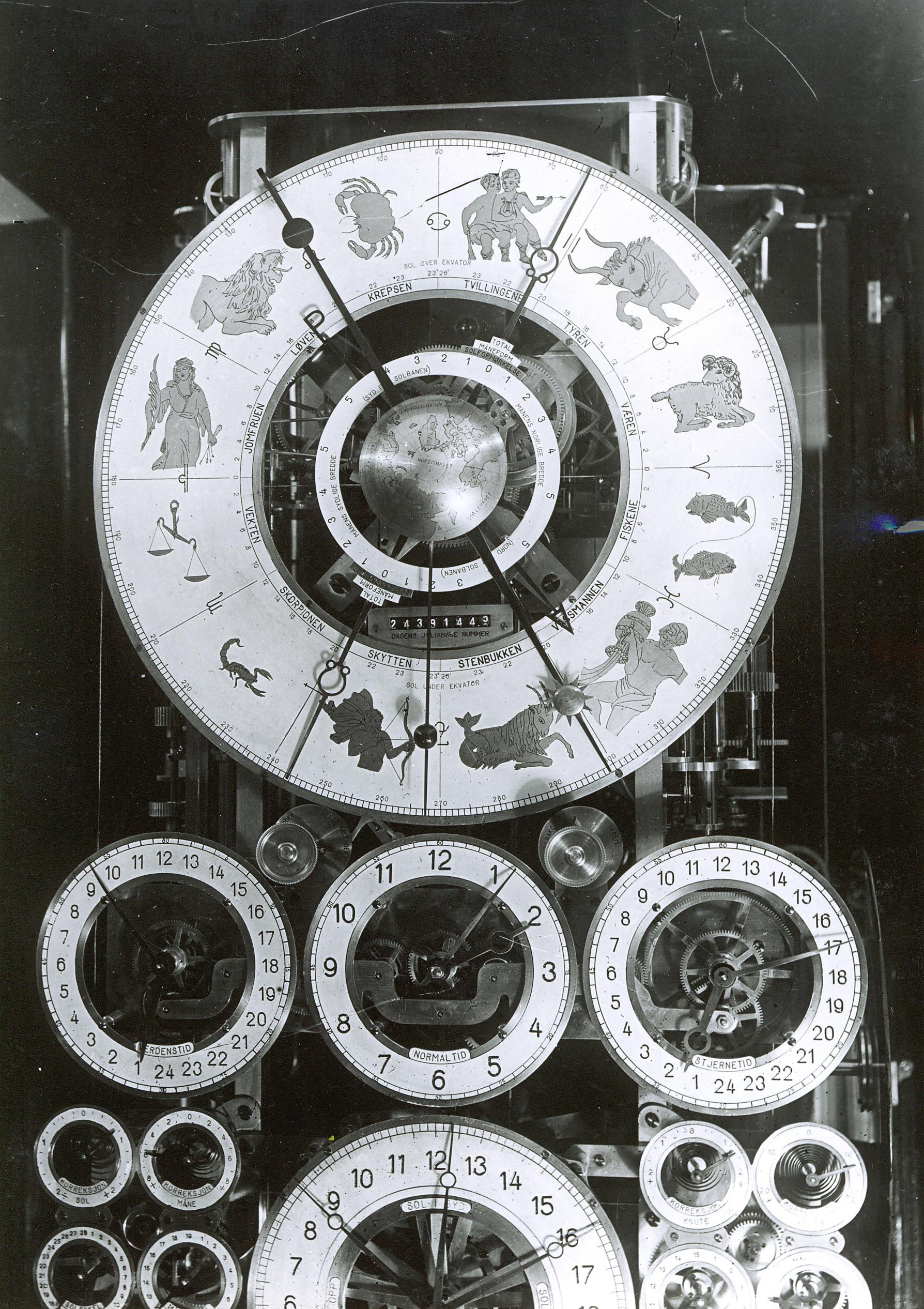
Horloge no 4 de Sørnes

Sa seconde horloge était expérimentale, conduisant à sa troisième horloge, aujourd'hui exposée au Musée Borgarsyssel (en) à Sarpsborg, en Norvège. La conception des rouages est similaire à celle de sa quatrième et dernière horloge, peut-être la plus compliquée de son genre, qui a été achevé en 1967. Elle a été construite pendant son temps libres, avec son propre financement, et en utilisant les outils qu'il avait lui-même conçus. L'horloge a été exposée à partir de 1967 au Time Museum de Rockford, Illinois, et plus tard au Museum of Science and Technology de Chicago jusqu'à sa vente à un acheteur anonyme à Sotheby's en 2002.
L'horloge no 4 est une magnifique fusion d'art, d'artisanat et de technologie électromécanique, gravée et plaquée  d'or et d'argent. Chaque partie de l'horloge a été faite à la main dans son atelier, à l'exception du pendule. Sørnes a également conçu et fabriqué à la main les outils nécessaires. Ses caractéristiques remarquables comprennent : les positions du soleil et de la lune dans le zodiaque, le calendrier julien, le calendrier grégorien, le temps sidéral, l'heure moyenne, l'heure locale avec l'heure d'été et d'hiver et les années bissextiles, les corrections des cycles solaire et lunaire, les éclipses, le lever et le coucher du soleil, la phase de lune, les marées, le cycle des taches solaires et un planétarium incluant l'orbite de Pluton faisant une révolution en 248 ans et la période de précession des équinoxes de 25800 ans  (précession de l'axe de la Terre).